# Michal Zuna
Michal Zuna (* 9. ledna 1982 Praha) je český politik a podnikatel, od roku 2021 poslanec Poslanecké sněmovny PČR, od roku 2018 zastupitel, v letech 2018 až 2022 radní a od roku 2022 místostarosta městské části Praha 2, člen TOP 09.

## Život
Vystudoval obor obchodní management ve strojírenství na SSPŠ v Praze 5.
Pracovní zkušenosti získal v Irsku i USA. Stal se manažerem pro střední Evropu u mezinárodního výrobce kávy. Po ekonomické krizi v roce 2008 začal pracovat v realitách, v roce 2015 založil vlastní realitní společnost.
Michal Zuna žije v Praze, konkrétně v městské části Praha 2.

## Politické působení
Od roku 2012 je členem TOP 09. V komunálních volbách v roce 2014 kandidoval za TOP 09 do Zastupitelstva městské části Praha 2, ale neuspěl. Zastupitelem se stal až ve volbách v roce 2018. V listopadu 2018 byl navíc zvolen radním městské části pro oblast bezpečnosti. V komunálních volbách v roce 2022 kandidoval do zastupitelstva Prahy 2 z 3. místa kandidátky subjektu „ODS a TOP 09 – SPOLEČNĚ PRO Prahu 2“. Mandát zastupitele městské části se mu podařilo obhájit. Dne 17. října 2022 byl zvolen místostarostou městské části.
Ve volbách do Poslanecké sněmovny PČR v roce 2021 kandidoval z pozice člena TOP 09 na 9. místě kandidátky koalice SPOLU (tj. ODS, KDU-ČSL a TOP 09) v Praze. Získal 6 946 preferenčních hlasů a stal se poslancem.
Za aktivní podporu Úmluvy Rady Evropy o prevenci a potírání násilí vůči ženám a domácího násilí získal v roce 2023 ocenění Genderman roku v kategorii Vysoce postavených politiků.
Ve sněmovních volbách v roce 2025 kandiduje z 5. místa kandidátní listiny koalice SPOLU v Praze.